# 2009年欧州議会議員選挙 (スペイン)
2009年欧州議会議員選挙は、欧州連合（EU）の議事機関である欧州議会の議員を選出するために欧州連合加盟27カ国で2009年6月4日-7日にかけて行われた選挙である。欧州連合加盟国の一員であるスペインにおいては、6月7日に実施された。本稿ではスペインにおける欧州議会議員選挙の結果について取り上げる。

## 概要
- 欧州議会の議員定数（スペイン）：50議席（前回より4議席減）
- 欧州議会議員の任期：5年
- 選挙制度：比例代表（厳正拘束名簿式）
  - 選挙区：全国1選挙区
  - 投票：有権者は政党名簿のいずれか一つに投票
  - 議席配分：全国集計された得票数によってドント式で各政党に配分される。

## 選挙結果
- 投票日：2009年6月7日
- 有権者数：35,492,567名
- 投票者数：15,935,147名
- 投票率：44.90％
  - 白票：220,471票
  - 無効：99,380票

| 国民党（PP）                        | 6,670,232  | 42.12 | 23 |
| スペイン社会労働党（PSOE）          | 6,141,784  | 38.78 | 21 |
| ヨーロッパのための同盟（CEU）       | 808,246    | 5.10  | 2  |
| ラ・イスキエルダ（IU-ICV-EUiA-BA）  | 588,248    | 3.71  | 2  |
| 連合・進歩・民主主義（UPyD）        | 451,866    | 2.85  | 1  |
| 諸民族のヨーロッパ＝緑の党（Edp-V） | 394,938    | 2.49  | 1  |
| その他の政党                        | 559,982    |       | 0  |
| 合計                                | 15,615,296 |       | 50 |

- 出典
  - Elecciones al Paralmento Europeo 2009
- 議席を獲得出来なかった政党や候補者連合の得票に関しては「その他の政党」として一括して掲載。